# Rialp
Rialp es una localidad y municipio español de la provincia de Lérida, en la comunidad autónoma de Cataluña. Está situado en el centro de la comarca del Pallars Sobirá. 

## Demografía
Cuenta con una población de 664 habitantes (INE 2024).
| Gráfica de evolución demográfica de Rialp entre 1842 y 2021 |
| |
| Población de derecho según los censos de población del INE Población de hecho según los censos de población del INEEntre el censo de 1857 y el anterior, crece el término del municipio porque incorpora a 255317 (Roni) Entre el censo de 1970 y el anterior, crece el término del municipio porque incorpora a 25579 (Surp) |

| 1900 | 1930 | 1950 | 1970 | 1981 | 1986 |
| ---- | ---- | ---- | ---- | ---- | ---- |
| 890  | 929  | 595  | 656  | 415  | 437  |

## Entidades de población
| Entidades de población | Habitantes |
| ---------------------- | ---------- |
| Beraní                 | 7          |
| Caregue                | 20         |
| Escàs                  | 24         |
| Rialp                  | 515        |
| Rodés                  | 13         |
| Roní                   | 59         |
| Surp                   | 23         |

## Comunicaciones
-> Ruta 1
Barcelona (A2)- Cervera (N.II)- Tárrega (Vilagrasa)(C-53)- Balaguer (C.13)- Tremp (C.13)- Puebla de Segur (N.260) - Sort (C.13) - Rialp

-> Ruta 2'
Lérida - Balaguer (C.13)- Tremp (C.13)- Puebla de Segur (N.260) - Sort (C.13) - Rialp

-> Ruta 3'
Gerona - Eje transversal (C.25)- Cervera (N.II) - Tárrega (Vilagrasa)(C.53)- Balaguer (C.13)
- Tremp (C.13)- Puebla de Segur (N.260) - Sort (C.13) - Rialp
-> Ruta 4
Tarragona o Reus (C.14)- Valls - Montblanc (C.14)- Tárrega (Vilagrasa)(C.53)- 
Balaguer (C.13)- Tremp (C.13) - Puebla de Segur (N.260) - Sort (C.13) - Rialp
-> Ruta 5
Toulouse (Francia) - St. Gaudens (Francia) - Fos (Francia)- Les (España)(N-230) - Viella - Puerto Bonaigua (C.28)- Esterri de Aneu (C.13)- Rialp
-> Ruta 6
Perpiñán (Perpignan) - Prades - Mont-Louis -Bourg-Madame - Puigcerdá (N.260)- Seo de Urgel (N-260)- Adrall (N.260) - Sort (C.13) - Rialp
A unos 1000 m de la salida de Rialp en dirección a Llavorsí, se encuentra el cruce de los pueblos del municipio Surp (5 km), Rodés (7 km), Escás (6 km) y Caregue (9 km).
A unos dos kilómetros de Rialp, en dirección a Llavorsí, se encuentra el puente —llamado Pont de Pedra— y el cruce que conduce a Beraní (5 km), Roni (7 km) y la estación de esquí de Portainé (14 km).

## Economía
Las actividades económicas tradicionales eran la agricultura y la ganadería. Actualmente los principales ingresos económicos proceden de las pistas de esquí de Port Ainé, así como de otras actividades relacionadas con el turismo.

## Historia
La villa de Rialp tiene su origen en el castillo situado en un montículo a la derecha del río Noguera Pallaresa, desde donde se controlaba el paso hacia el valle del valle de Àssua y los valles del Alto Pallars. Se cree que en un principio era una torre o avanzadilla del castillo de Surp, el término municipal del cual llegaba hasta el río Noguera Pallaresa y el pequeño río de Sant Antoni.
La población, que había estado cercada, conserva hoy en día la arcada gótica del Portal del "Torrente de San Antonio", por donde pasaba el camino de la "Ribera" (hoy calle del Medio) y una de las torres de defensa, llamada de "Virós" hoy en día convertida en una vivienda particular.

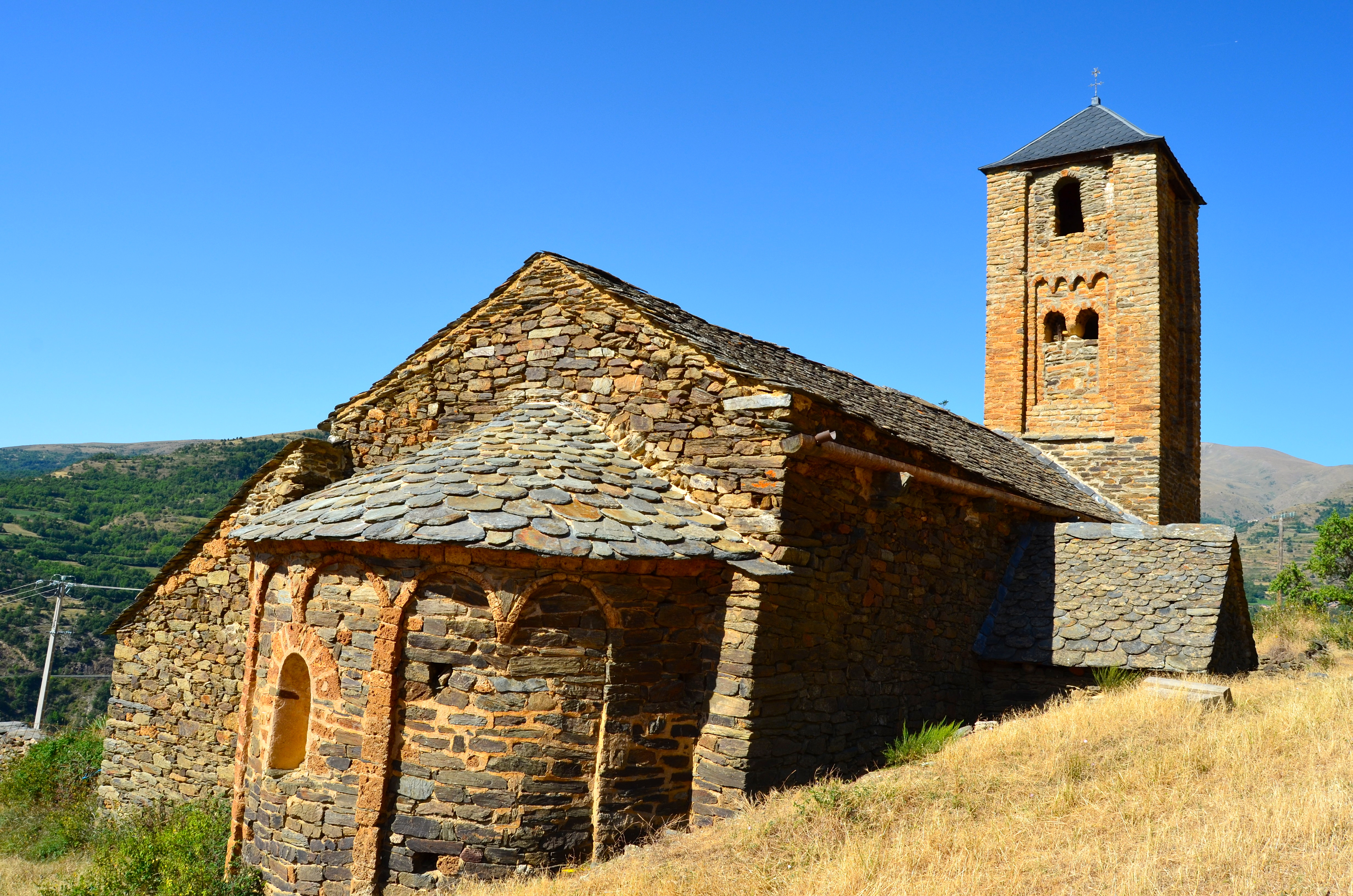
Iglesia de San Acisclo y Santa Victoria de Surp

En el pasado Rialp era un pueblo de artesanos y sus gentes se dedicaban a diversos oficios, había sastres, carpinteros, músicos, agricultores,... Hoy en día la actividad principal del pueblo es el turismo. En invierno con el esquí y el resto del año con las actividades en el río (Rafting, barranquismo,...), esto ha llevado a una gran transformación de Rialp y de toda la comarca del Pallars Sobirá. Las industrias más importantes del municipio son las pistas de esquí de Portainé, el Hotel Condes del Pallars, el aserradero Fustes Sebastía y la embotelladora Agua del Pallars. Es de obligada visita la calle "del Medio" con sus porches medievales, la calle del Raval, las ruinas del castillo desde donde hay una magnífica vista de la población, la iglesia Nostra Senyora de Valldeflors. Dentro del municipio de Rialp cabe destacar la iglesia del pueblo de Surp (iglesia de San Acisclo y Santa Victoria) de estilo románico lombardo. Su retablo, sus imágenes y sus pinturas hoy se encuentran repartidas entre el museo diocesano de Urgel (Seo de Urgel), en el "Museo de Arte de Cataluña"(MNAC) y en el "Art Museum" de la ciudad de Toledo (Ohio) (EUA). Esta iglesia se encuentra actualmente en fase de mantenimiento y recuperación.
En el pueblo de Roni hay que destacar la iglesia de San Cristóbal y la capilla de San Miguel (carretera dirección Port Ainé). En Beraní podemos encontrar los restos de la iglesia de San Serni y las ruinas de "San Juan de Colinos".

## Lugares de interés
- Castillo de Rialp.
- Pasarela peatonal que da entrada al parque natural del Alto Pirineo.
- Iglesia de Ntra. Señora de Valldeflors y la pequeña capilla de San Cosme y San Damián.
- Calle del Medio (Carrer del Mig). Porticada.
- Calle del Raval.
- Iglesia de San Acisclo y Santa Victoria de Surp, en Surp.

## Personajes célebres
- Joan Xiberri, conocido como "Matxicot". Capitán, procurador general de Marquesado y veguer del Vizcondado de Castellbó.
- Joan Alart Campmajó, alfarero.
- Joan Lluís Pallarès, etnógrafo.